# Tanösvény

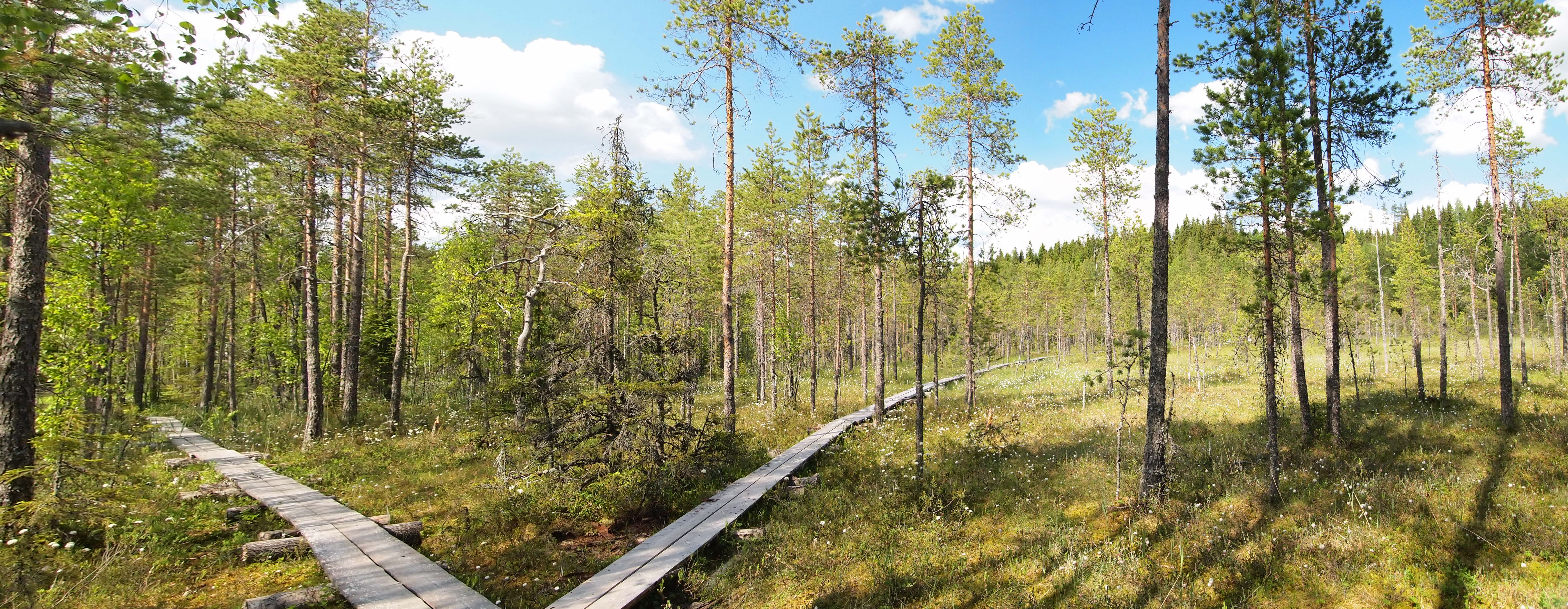
Tanösvény Jyväskylä környékén

A tanösvény egy kiépített, információkkal ellátott bemutató útvonal egy bemutatandó területen. Jellemzően elsősorban természeti értékek, geológiai, történelmi érdekességek bemutatására és az azokkal kapcsolatos információk közzétételére, terjesztésére szokták alkalmazni, de lassanként nő azon tanösvények száma is, amelyeket részben, vagy akár egészben kultúrtörténeti információk terjesztésére létesítettek.
Ugyancsak elmondható egyre több tanösvényről az is, hogy a technikai fejlődés az ilyen létesítmények információ-terjesztési lehetőségeit is szélesíti: mind több és több tanösvény válik bizonyos mértékig interaktívvá. Egyes ösvények állomásain már QR-kódok is találhatók, melyek segítségével okostelefonnal az internetről sokszor annyi információ is elérhető az állomás által érintett témáról, mint amennyit a helyszínen kihelyezhető táblák vagy egyéb információs anyagok képesek lennének megismerhetővé tenni az érdeklődő felhasználók számára.

## Jellemzői

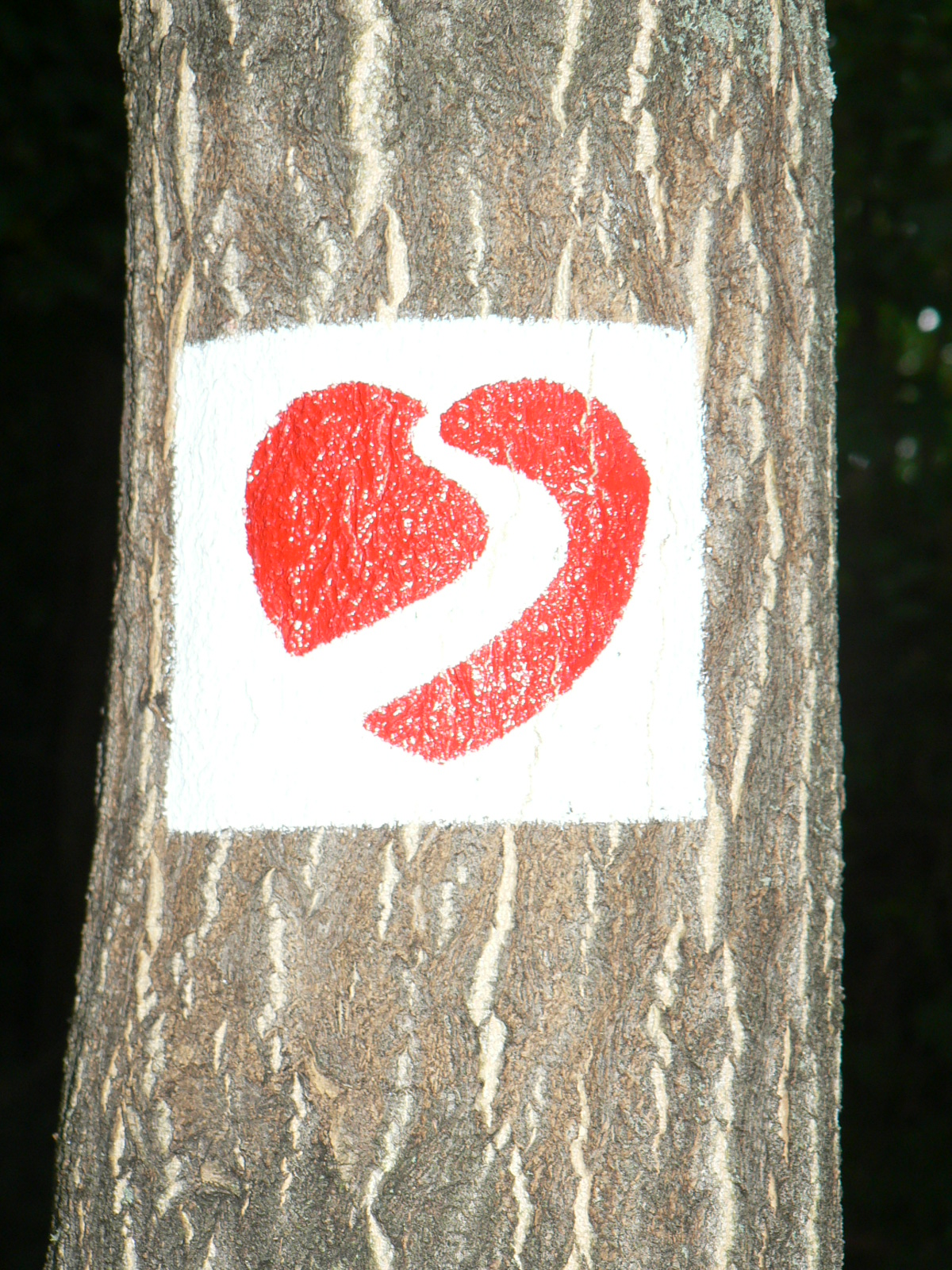
A Hárs-hegyi tanösvény túrajelzése

A korszerű tanösvények már nem pusztán információs táblák sorát jelentik, egyre több ilyen útvonal táblái tartalmaznak interaktív feladatokat, érdekességeket, sokuk vizsgálódásra, utánanézésre buzdít. Némelyikhez vezetőfüzet, feladatlap, megoldásfüzet, erdei iskolai tananyag is készül, ily módon a tanösvény egy komplex nevelési, szórakoztatási eszköznek tekinthető. A régebbi tanösvények többségét erdős területeken alakították ki, de léteznek már vizes élőhelyeken kialakított, akár pallókkal, leshelyekkel kiépített tanösvények, városi tanösvények, sőt virtuális tanösvények is.
A tanösvények funkciói a létrehozói és végigjárói számára is eltérőek lehetnek. Az útvonal kiépítőinek célja lehet az adott környék jellegzetességeinek bemutatása, a természetvédelemre nevelés, az iskolai tananyag kiegészítése, a természetjárás népszerűsítése, vagy akár a turistaforgalom fellendítése. A látogatók számára lehet egy egyszerű erdei séta célpontja, egy osztálykirándulás, erdei tanóra vagy túra értékes eleme, tartalmas szórakozás, melynek végén úgy térhetnek haza, hogy megismerték a környéket, és miközben jót kirándultak, új ismeretekkel is gazdagodtak. Többnyire a gyerekek, fiatalok számára készülnek, de a jó tanösvény a felnőtteknek is számos tudásanyagot közvetít.

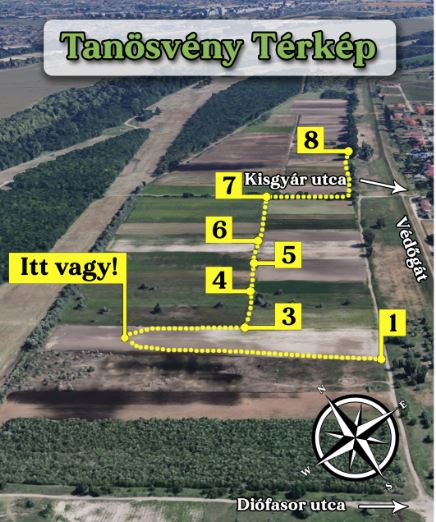
A Csepel-sziget Homokhátság tanösvény átnézeti képe és megközelítése

A tanösvény alapvetően állomásokból és az azokat összekötő, jelzett útvonalból áll. Egy részük meglévő turistaútra épül, más részüket újonnan alakították ki és saját – felfestett vagy kitáblázott – útjelzésekkel rendelkeznek. Magyarországon nincs egységes tanösvény-jelzés, többnyire valamely, az adott környékre jellemző növény vagy állat stilizált képét használják fel a tanösvény útvonaljelzésére. A tanösvények kialakítása akkor a legjobb, ha az útvonal a kiindulási pontra tér vissza, ettől eltérő megoldás akkor lehet célszerű, ha a tanösvényt egy hosszabb túrába beépített elemnek szánják. Az útvonal hosszát lehetőleg úgy kell meghatározni, hogy ne megerőltető túrát jelentsen a bejárása, hanem hogy minél jobban meg lehessen figyelni (úgy menet közben, mint egy-egy állomásnál elidőzve) a tanösvény környezetét.
A tanösvények állomásai a terület jellemző látnivalóira, természeti vagy akár kultúrtörténeti érdekességeire hívják fel a természetjárók figyelmét. Minden állomás kialakítását döntően befolyásolja az a cél, hogy mit akarunk a helyszínen kiemelni – geológiai, talajtani, erdőgazdasági, vízgazdálkodási, botanikai vagy akár más érdekességet. Célszerű, ha az egyes állomások viszonylag azonos sűrűségben helyezkednek el egymáshoz képest.
Magyarországon a nemzeti parki igazgatóságok önállóan, vagy valamely természetvédelmi, természetjáró stb. civil szervezettel közösen számos tanösvényt létesítettek és tartanak fenn. E túraútvonalak majdnem mindegyike nemzeti parkban, tájvédelmi körzetben vagy természetvédelmi területen vezet. Magyarországon a www.tanosveny.info adatai szerint több mint 300 tanösvény létezik.

## Tanösvények Magyarországon

### Nemzeti parki tanösvények

#### Aggteleki Nemzeti Park
| azonosító | név                                     | hossz | idő | állomás |
| --------- | --------------------------------------- | ----- | --- | ------- |
|           | Szádvár tanösvény                       | 4,5   | 3   | 12      |
|           | Baradla tanösvény                       | 7,5   | 3   | 18      |
|           | Fürkész ösvény                          | 2     | 1,5 | 12      |
|           | Tohonya-Kuriszlán tanösvény I. útvonal  | 4,5   | 2,5 | 12      |
|           | Tohonya-Kuriszlán tanösvény II. útvonal | 9     | 6   | 25      |
|           | Bódva-völgyi tanösvény                  | 2,5   | 1   | 7       |

#### Bükki Nemzeti Park
| azonosító | név                           | hossz | idő | állomás |
| --------- | ----------------------------- | ----- | --- | ------- |
| B-27      | Lillafüredi Tanösvény         | 2     | 1   | 6       |
| B-18      | Andó-kúti Erdei Tanösvény     | 2,7   | 2,5 | 12      |
| B-17      | Pisztráng Tanösvény           | 3     | 3   | 9       |
| B-20      | Szinva Tanösvény              | 4     | 3   | 6       |
| B-19      | Forrás-völgyi Erdei tanösvény | 3,2   | 3   | 10      |
| B-22      | Kék Madár Tanösvény           | 5     | 4   | 24      |

#### Duna-Dráva Nemzeti Park
- Bélavár – Vén fák tanösvény[7]

#### Duna–Ipoly Nemzeti Park
| azonosító | név                                              | hossz | idő | állomás |
| --------- | ------------------------------------------------ | ----- | --- | ------- |
|           | Hárs-hegyi tanösvény                             | 5,1   |     |         |
|           | Jági-tanösvény                                   | 3,5   | 2   | 6       |
|           | Nagy-Szénás tanösvény                            | 2,1   | 1,5 | 7       |
|           | Úszóláp tanösvény, Szigetszentmiklós             | 0,7   | 0,5 | 5       |
|           | Csepel-sziget Homokhátság Tanösvény, Halásztelek | 2,2   | 1,5 | 8       |

### Kultúrtörténeti célú tanösvények
Magyarországon az első, kifejezetten a nemzetiségek helyi kultúrtörténeti információit megjelenítő, interaktív tanösvényeket a Magyarországi Németek Országos Önkormányzata pályázata keretében létesítették két magyarországi német (sváb) faluban, a Baranya vármegyei Sombereken és a Pest vármegyei Pilisszentivánon; az előbbit 2016. május 28-án, utóbbit két héttel később, június 12-én adták át.

### Egyéb tanösvények Magyarországon
Tanösvények a Zempléni-hegységben
- Magas-hegyi tanösvény: Sátoraljaújhely[9]
- Feketehegyi tanösvény: Mikóháza[10]
- Feketehegyi kilátó: Mikóháza[11]
- Vadmacska tanösvény: Mikóháza[12]
- Ősrög tanösvény: Felsőregmec-Mátyás-hegy-Vilyvitány[13]
- Haris tanösvény[14]
- Parlagi sas tanösvény[15]
- Bor és Pálinka tanösvény[16]
- Kormos Bába tanösvény: Pusztafalu, Füzérkajata és Füzérradvány[17][18]
- Telér tanösvény: Komlóska[19]
- Regéci tanösvény: Regéc, Mogyoróska[20]
- Aranyásók útja tanösvény: Telkibánya[21][22]
- Páfrány tanösvény: Pálháza/Rostalló[23]
- Hegyalja-Malomkő tanösvény: Sárospatak[24]
- Trautson tanösvény: Hercegkút[25]
- Nagy-Milici tanösvény: Füzér, Szalánc[26]
- Őr-hegyi tanösvény: Füzér[26]
- Borz tanösvény: Mikóháza[27]
- Fekete gólya tanösvény: Mikóháza[28]
- Róka tanösvény: Mikóháza[29]
- Vaddisznó tanösvény: Mikóháza[30]
- Vadmacska tanösvény: Mikóháza[31]
- Őz tanösvény: Mikóháza[32]

Tanösvények az Ipoly Erdő Zrt. területén 
- Diósjenői tanösvény
- Gyadai tanösvény, Ovis tanösvény Vác
- Strázsa-hegyi tanösvény
- Törökmezői tanösvény
- Bernecebaráti tanösvény
- Hollókői tanösvény
- Szilváskői tanösvény
- Tanösvény a Tepkén – Mátraverebély-Szentkút
- Ipolytarnóci Ősmaradványok tanösvényei[34]

Budapesti tanösvények
- A Merzse-mocsár Természetvédelmi terület madárdalos tanösvénye
- Homoktövis tanösvény Újpesten
- Kis Duna tanösvény Csepelen
- Kamaraerdei tanösvény
- Tétényi-fennsík tanösvény
- Sas-hegy tanösvény
- Kőpark tanösvény a Szemlő-hegyi-barlang felett
- „Tükörben az élővilág” tanösvény a Ferenc-hegyen
- Érzékek ösvénye a Ferenc-hegyen
- Jane Godall tanösvény

Tanösvények a főváros környékén
- Ócsai Selyem-réti tanösvény
- Kerepesi Bozótmíves tanösvény
- Váci ártéri tanösvény
- Gyadai tanösvény
- Törökmezői tanösvény
- Sisakvirág tanösvény Nagykovácsinál
- Tanösvény a Turjánban Ócsán
- Ezer Pince Szőlészeti és Borászati tanösvény Monoron
- Természetismereti tanösvény Gombán
- Tápiósági Gólyahír tanösvény
- Nőszirom tanösvény Tápiószentmártonban
- Kékbegy tanösvény Farmosnál
- Sóvirág tanösvény Farmosnál
- Botanikai tanösvény a Blaskovich Múzeum kertjében, Tápiószelén
- Fehér gólya tanösvény Tápiószelén
- Bíbic tanösvény Tápiógyörgyénél
- Kistarcsai Erdei Élményösvény
- Kerepesi Forrás-völgy tanösvény
- Fóti-Somlyó tanösvény
- Veresegyházi tavak tanösvény
- Vízkelői tanösvény Szigetmonostornál
- Mogyoróhegyi természeti tanösvény Visegrádnál
- Áprily-völgyi Rege-Termő tanösvény Visegrádnál
- Nagyvillámi erdészeti tanösvény Visegrádnál
- Zebegényi Napraforgó tanösvény
- Strázsa-hegyi tanösvény Esztergomnál
- Fehér sziklák tanösvény Csobánkánál
- Mackó-barlang ösvény Csobánkánál
- Szent-kúti ösvény Csobánkánál
- Erdő széli tanösvény, Csobánka
- Ürömi tanösvény
- Jági-tanösvény, Pilisszentiván
- Nagy-Szénás tanösvény Nagykovácsinál
- Öreg Tölgy tanösvény Telki határában
- Remete-szurdok tanösvény Remeteszőlősnél
- Fő-Kúti fenyves tanösvény a pátyi erdőben
- Naprózsa Botanikai tanösvény Budaörsön
- Fundoklia-völgyi tanösvény Érden
- Tőzike tanösvény Érd mellett
- Szigetszentmiklósi Úszóláp

Tanösvények a Balaton környékén
- „Búbos vöcsök” tanösvény a Kányavári-szigeten
- Kovácsi-hegyi Bazalt utca – Buruczky Ferenc tanösvény
- Badacsonyi Tűzgyűrű tanösvény
- Lóczy Lajos gejzírösvénye
- Az „Aranyember Útja” Balatonfüreden
- Balatonkenesei Tátorján tanösvény
- Siófoki Töreki tanösvény
- Ciklámen tanösvény – Remetekert Tilajnál
- Berki sétaút, Hévíz
- Kőszikla-szurdok tanösvény Nagybakónaknál
- Csiga-túra tanösvény, Zalamerenye
- Égerösvény tanösvény, Zalakaros
- Pele apó 38 állomásos ösvénye Balatonederics és Balatongyörök határán
- Szent György-hegyi Bazaltorgonák tanösvény
- Csarabos tanösvény Salföldön
- Theodora tanösvény és Theodora Kékkő tanösvény Kékkút közelében
- Idő ösvény Mindszentkállánál
- Kopasz-hegyi tanösvény Mindszentkálla
- Boros Ádám tanösvény Szentbékkálla és Köveskál között
- Várhegy tanösvény Hegyesdnél
- Öregbükk tanösvény Monostorapátinál
- Koloska-völgyi tanösvény
- Csopaki Pele körút tanösvény
- Olaszrizling tanösvény Csopaknál
- Forrás-hegyi geológiai tanösvény Alsóörsnél
- Köcsi-tó tanösvény, Balatonalmádi
- Vörös Homokkő városi tanösvény Balatonalmádiban

Tanösvények Veszprém környékén és a Bakonyban
- Vár-völgyi tanösvény
- Boroszlán tanösvény
- Úrkúti Csárda-hegyi tanösvény
- Veszprémi Fenyves tanösvény
- Katrabócza-tanösvény Nemesvámosnál
- Ámos-hegyi tanösvény, Eplény
- Eperjes tanösvény, Olaszfalu
- Pintér-hegyi tanösvény Zirc határában
- Cuha-völgyi pihenőpark és erdei tanösvény
- Súri lombkorona tanösvény
- Tallós Pál tanösvény a kupi erdőben
- Roth Gyula tanösvény a Farkasgyepűi Kísérleti Erdőben
- Iglauer Park tanösvénye Városlődön
- Sárcsikúti Köleskepe-árok eocén földtani tanösvény
- Kitaibel tanösvény, Somlóvásárhely

Tanösvények Székesfehérvár és a Velencei-tó közelében
- Vértesi Panoráma tanösvény Csákberénynél
- Gánti Bauxitföldtani Park
- Haraszt-hegyi tanösvény
- Sóstó tanösvény, Székesfehérvár
- Kastélybirtok tanösvény, Iskaszentgyörgy
- Pátrácos (Malomerdő) tanösvény Pusztavámnál
- Vidrafű tanösvény Csákvárnál
- Madárdal tanösvény, Gárdony
- Tanösvény a sukorói arborétumban
- Gránit tanösvény

Tanösvények Győr és Tatabánya környékén
- Tatai Fényes Tanösvény
- Lipóti Holt-Duna tanösvény a Szigetközben
- Morotva-tavi tanösvény Dunaszeg mellett
- Bácsai Szent Vid tanösvény
- Peryche Holt-Rábca Menti tanösvény
- Gyirmóti Holt-Rába tanösvény
- Püspökerdő tanösvény Győrben
- Várkő tanösvény Győrújbarát külterületén
- Pannonhalmi Természetvédelmi bemutató útvonal
- Ravazd-Sokorópátka bemutató útvonal
- Turul tanösvény, Tatabánya
- Tatai Fényes tanösvény[36]

A nyugati országrész tanösvényei
- Kövi Benge tanösvény Fertőrákosnál
- Soproni Ciklámen tanösvény
- Várisi sétaút tanösvény Sopronban
- Tőzike tanösvény – Fertő-Hanság Nemzeti Park
- Írottkő tanösvény
- Szőcei tőzegmohás láprét tanösvény
- Hany Istók tanösvény, Acsalag
- Gyöngyvirág tanösvény a Tómalomnál
- Sziki Őszirózsa tanösvény, Sarród
- Vízi Rence tanösvény Balf és Fertőrákos között
- Nádak útján tanösvény Hegykőnél
- Királyvölgyi Természetvédelmi tanösvény Kőszegen
- Chernel-kerti (védett növényeket bemutató) tanösvény, Kőszeg
- Kőszegi Búbos cinege élményösvény
- Csillaghúr tanösvény Kőszeg határában
- Óriások Útja tanösvény, Bozsok
- Saághy Park tanösvény Szombathelyen
- Ság-hegyi Tanösvény Celldömölknél
- Vaskapu tanösvény Vasvárnál
- Rába-menti tanösvény, Alsószölnök
- Szala menti tanösvény, Szalafő
- Szalafői Körtike-tanösvény
- Felsőszeri tanösvény Szalafőnél
- Fürge cselle tanösvény Kercaszomornál
- Eörségh tanösvény Kercaszomoron
- Kis-réi tanösvény Őriszentpéternél
- Rezgőnyár tanösvény Őriszentpéternél
- Borona tanösvény, Kávás
- Pózvai tanösvény Zalaegerszegnél
- Töllös tanösvény Szentgyörgyvölgy és Magyarföld között
- Templom-hegy Földtani tanösvény, Velemér
- Sárgaliliom tanösvény, Velemér
- Hód tanösvény, Iklódbördőce
- Őrtilosi Dráva-ártér tanösvény
- Vasút-oldal tanösvény Zákánynál
- Vén fák tanösvény, Bélavár
- Vízvári Ártéri tanösvény
- Babócsai Basa-kert
- Erzsébet-sziget és Mérus-erdő tanösvények Babócsánál
- Drávaszentesi Üde rétek tanösvény
- Barcsi Borókás tanösvény
- Csomoros-sziget tanösvény, Barcs

Tanösvények Kaposvártól Kecskemétig
- Deseda Erdei kaland sétány
- Hunyor tanösvény Lengyel-Annafürdőn
- Keceli Rózsaberek sétaút
- Kiskunmajsai Tartós szegfű tanösvény
- Izsáki Bikatorok tanösvény
- Kontyvirág tanösvény Lakitelek-Tőserdőnél
- „Eltűnt puszták nyomában”-tanösvény
- Homokpuszta tanösvény Nagybajom közelében
- Fekete harkály tanösvény a Zselicben
- Petesmalmi Vidrapark tanösvény
- Kék Madár tanösvény, Mike
- Pacsmagi tavak tanösvény
- Nagydorogi Cikta tanösvény
- Ürge-mező tanösvény Paksnál
- Kékmoszat tanösvény, Dunapataj
- Iringó tanösvény, Nagylók
- Tőzike tanösvény, Szigetbecse
- Ártéri tanösvény – Rácalmás
- Szocreál tanösvény, Dunaújváros
- Apaj, Réce tanösvény
- Széki lile tanösvény Dunatetétlen közelében
- Vörös-mocsár tanösvény Császártöltésnél
- Fejeték tanösvény Kiskunhalasnál
- Kosbor tanösvény Kunadacs közelében
- Báránypirosító tanösvény a fülöpházi buckavidéken
- Aqua Colun tanösvény az izsáki Kolon-tónál
- Poszáta tanösvény Izsák közelében
- Gulipán tanösvény
- Orchidea tanösvény Páhinál
- Pimpó tanösvény Orgoványnál
- Rekettye tanösvény Orgoványnál
- Bugaci Boróka tanösvény
- Sáskajárás sétaút Bugacnál
- Vöcsök tanösvény a Péteritói Madárrezervátum Természetvédelmi területén
- Árpád fejedelem tanösvény Tiszaalpárnál
- Törteli Kákás tanösvény
- Pálfája tanösvény Nagykőrösön
- Kecskeméti Hankovszky-liget tanösvény
- Tisza-parti tanösvény, Tiszavárkony

Tanösvények a Mecsek környékén és a déli határnál
- Óbányai Pro Silva tanösvény
- Siklósi Csodabogyó tanösvény
- Ammonitesz tanösvény Villánynál
- Sasréti tanösvény a Dél-Zselicben
- Nagymátéi tanösvény a Kelet-Zselicben
- Ezüsthárs tanösvény, Mozsgó
- Szelíd energia-ösvény
- Fekete István Emlékösvény Bakóca közelében
- Abaligeti Denevér tanösvény
- Bakonyai Lombkorona tanösvény
- Kövirózsa tanösvény a Jakab-hegyen
- Orfűi Vízfő tanösvény
- Sikondai tanösvény
- Vár-völgyi földtani tanösvény a Kelet-Mecsekben
- Mókus tanösvény, Pécs-Árpádtető
- Rotary tanösvény, Pécs
- Misina tanösvény, Pécs
- Égervölgyi tanösvény, Pécs
- Tüskésréti tanösvény, Pécs
- Bőköz tanösvény Majláthpusztán
- Hagyományos gazdálkodás tanösvény az Ős-Dráva Látogatóközpontnál
- A Dráva élővilága tanösvény az Ős-Dráva Látogatóközpontnál
- Ős-Dráva tanösvény az Ős-Dráva Látogatóközpontnál
- Kenderáztató tanösvény, Drávaszabolcs
- Kormorános erdő tanösvény Keselyősfapuszta határában
- Boros-Dráva tanösvény Old közelében
- Mohács-szigeti tanösvény
- Nagypartosi tanösvény Kölkednél
- Bédai tanösvény Kölkednél
- Karapancsa kastély és major kerttörténeti tanösvénye Hercegszántónál
- Kadia tanösvény a Budzsák-Hódunai Parkerdőben

Tanösvények Szekszárd és Baja közelében
- Fekete gólya tanösvény, Gemenc
- Forgó-tavi tanösvény
- Pörbölyi Titán (Nagyfa) tanösvénye
- Parászta tanösvény Szekszárd közelében
- Benedek-szurdik tanösvény Szekszárdon
- Bárányfoki tanösvény Szekszárd közelében
- Gemenci Vajas-torok tanösvény
- Gemenci Molnárka tanösvény
- Gemenci Malomerdő tanösvény
- Nyéki-Holt-Duna tanösvény Pörbölynél
- Szeremlei-Holt-Duna tanösvény Bajánál
- Vodicai (Máriakönnye) Zarándokösvény Baja mellett

Szeged környéki tanösvények
- Sirály tanösvény, Szatymaz
- Mórahalmi Bölömbika tanösvény
- Mártélyi tanösvény a Tisza holtágában
- Ópusztaszeri Erdei tanösvény az Emlékpark területén
- Téglagyári tanösvény Hódmezővásárhelynél
- Üllési Árpád dűlő tanösvény
- Rotary tanösvény Szegednél
- Csodarét tanösvény, Ásotthalom
- Csipak tanösvény, Mórahalom
- Tájbeli értékeink Röszkén (7 db tanösvény)

Szatmár-Bereg tanösvényei
- Bockerek tanösvény
- Cégénydányádi Kastélypark Tanösvény
- Csiperke Tanösvény
- Elixír Tanösvény
- Felső-Tisza Tanösvény
- Gémes Tanösvény
- Halvány Tanösvény
- Holt-Szamos Tanösvény
- Jégmadár Tanösvény
- Keletpont Tanösvény
- Partifecske Tanösvény
- Sulyom Tanösvény
- Szamos Tanösvény
- Szőlőhegy Tanösvény
- Takács József Tanösvény
- Tavak és Ligetek Tanösvény
- Tiszavirág Tanösvény

### Lombkorona tanösvények
Magyarországon jelenleg 10 lombkorona sétány létezik:
- Makói Lombkorona sétány tanösvény[39]
- Kaszói Lombkorona Tanösvény[40]
- Sás-völgylombkorona tanösvény (Mecsekerdő Zrt.) – felújítás miatt zárva![41]
- Gyomaendrőd, Erzsébet Ligeti Lombkorona Sétány és Kilátó[42]
- Ipolytarnóc, Tuzson Lombkorona Sétány[34]
- Gyulaj, Lengyel-annafürdői Sasfészek Kilátó és Lombkorona ösvény [43]
- Pannonhalma Lombkorona tanösvény[44]
- Jeli arborétum lomkoronasétány [45]
- Karcagi Parkerdő és Lombkorona sétány[46]
- Tardosi Lombkorona-tanösvény[47]